# Collégiale Saint-Pierre-et-Saint-Alexandre d'Aschaffenbourg
 (janvier 2025).
La collégiale Saint-Pierre et Saint-Alexandre (en allemand : Stiftskirche St. Peter und Alexander) est une église catholique située dans la ville d'Aschaffenbourg en Basse-Franconie, dans le Land de Bavière en Allemagne.

## Historique
Par l'élection de deux chanoines à la chaire de l'archevêque de Mayence (Markolf 1141 et Arnold von Selenhofen 1153), puis inversement par l'occupation de la charge de prévôt exclusivement du chapitre de la cathédrale (à partir de 1262), enfin, à partir de 1588, l'archevêque de Mayence devient automatiquement le chanoine prévôt de la collégiale d'Aschaffenburg.[incompréhensible]
L'église actuelle est dans le cœur une église romane consacrée en Xe siècle. Le bâtiment principal a été construit comme une basilique romaine, d'autres phases ont été construits dans le style gothique primitif. L'église possède un riche patrimoine artistique, dont certains sont exposés dans le Musée de l'Abbaye de Aschaffenbourg. Depuis 1958, l'église porte le titre de basilique mineure.
La collégiale a été classée monument historique de Bavière.

## Architecture
Sise au sommet d'une colline, l'église surplombe la ville d'Aschaffenbourg. L'architecture du monastère reflète différentes époques, depuis le préroman et ottonien, jusqu'au XVIIe siècle, la majeure partie des bâtiments actuels datant des XIIe et XIIIe siècles.

### Note
- (de) Cet article est partiellement ou en totalité issu de l’article de Wikipédia en allemand intitulé « St. Peter und Alexander (Aschaffenburg) » (voir la liste des auteurs).

### Référence
1. ↑  Coordonnées trouvées sur Géoportail et Google Maps